# 雷恰鄉 (阿爾傑什縣)
44°26′N 24°28′E / 44.433°N 24.467°E
雷恰鄉（羅馬尼亞語：Comuna Recea, Argeș），是羅馬尼亞的鄉份，位於該國中南部，由阿爾傑什縣負責管轄，面積63平方公里，海拔高度170米，2007年人口3,086，人口密度每平方公里49人。